# Bullimus bagobus
Bullimus bagobus is een knaagdier uit het geslacht Bullimus dat voorkomt op de eilanden Bohol, Calicoan, Dinagat, Leyte, Maripipi, Mindanao, Samar en Siargao in de zuidelijke Filipijnen.
Deze soort heeft een kop-romplengte van 225 tot 275 mm, een staartlengte van 175 tot 196 mm, een achtervoetlengte van 52 tot 61 mm, een oorlengte van 26 tot 32 mm en een gewicht van 340 tot 600 gram. Op de staart zitten 9 of 10 haren per centimeter. De haren zijn tot 40 mm lang.
De populatie van Samar en Calicoan is beschreven als een aparte ondersoort, Rattus bagobus barkeri, en de populatie van westelijk Mindanao als een aparte soort, Rattus rabori (later Bullimus rabori), maar volgens recente analyses verschillen de vormen nauwelijks. Wel is er wat geografische variatie: exemplaren uit westelijk Mindanao zijn het grootste, en exemplaren uit noordoostelijk Mindanao en de andere eilanden zijn kleiner.
Bullimus bagobus · Bullimus gamay · Bullimus luzonicus